# Erickson Gallardo
Erickson Yirson Gallardo Toro (Barinas, Estado Barinas, Venezuela; 26 de julio de 1996) es un futbolista venezolano que juega como delantero en el Zamora Fútbol Club de la Primera División de Venezuela. Fur internacional absoluto con la selección de Venezuela en 2019.

## Trayectoria

### Toronto FC
El 9 de julio de 2019 fue presentado como nuevo refuerzo del Toronto FC procedente del Zamora FC. "Meteoro", como es conocido el delantero, jugó 116 encuentros por Zamora, donde registró 13 goles y 21 asistencias.

## Selección nacional
Gallardo debutó por la selección de Venezuela el 1 de junio de 2019, en el empate amistoso 1-1 ante Ecuador.

## Clubes
| Club              | País           | Año            |
| ----------------- | -------------- | -------------- |
| Zamora FC         | Venezuela      | 2014-2019      |
| Toronto FC        | Canadá         | 2019-2022      |
| Zamora FC         | Venezuela      | 2022           |
| Phoenix Rising FC | Estados Unidos | 2023-2024      |
| Carabobo FC       | Venezuela      | 2024           |
| Monagas SC        | Venezuela      | 2025           |
| Zamora FC         | Venezuela      | 2025- Presente |

## Palmarés

### Títulos nacionales
| Título                        | Club              | País           | Año     |
| ----------------------------- | ----------------- | -------------- | ------- |
| Primera División de Venezuela | Zamora FC         | Venezuela      | 2013-14 |
| Primera División de Venezuela | Zamora FC         | Venezuela      | 2015    |
| Primera División de Venezuela | Zamora FC         | Venezuela      | 2016    |
| Primera División de Venezuela | Zamora FC         | Venezuela      | 2018    |
| Copa Bicentenaria             | Zamora FC         | Venezuela      | 2018    |
| USL Championship              | Phoenix Rising FC | Estados Unidos | 2023    |

ref.